# Promise (EP)
 For alternative betydninger, se Promise. (Se også artikler, som begynder med Promise)
Promise er den første EP af danske musiker Hugo Helmig. Albummet blev udgivet den 9. marts 2018.

## Spor
| #  | Titel              | Længde |
| -- | ------------------ | ------ |
| 1. | "Promise"          | 3:05   |
| 2. | "Please Don't Lie" | 3:32   |
| 3. | "Times Of War"     | 3:26   |
| 4. | "Eyes Wide Shut"   | 3:29   |
| 5. | "Hold On"          | 4:25   |